# Laureus World Sports Awards/Comeback des Jahres
Diese Liste zählt alle Sportler auf, die bei den Laureus World Sports Awards in der Kategorie „Comeback des Jahres“ nominiert waren. Die Sieger sind farblich hervorgehoben.

## Liste der Sieger und Nominierten
| 2000 | Lance Armstrong (USA)                                      | Radsport          |
|      | Andre Agassi (USA)                                         | Tennis            |
|      | Ludmila Engquist (Schweden)                                | Leichtathletik    |
| 2001 | Jennifer Capriati (USA)                                    | Tennis            |
|      | Heike Drechsler (Deutschland)                              | Leichtathletik    |
|      | Janica Kostelić (Kroatien)                                 | Ski Alpin         |
|      | Mario Lemieux (Kanada)                                     | Eishockey         |
|      | Dara Torres (USA)                                          | Schwimmen         |
| 2002 | Goran Ivanišević (Kroatien)                                | Tennis            |
|      | John Daly (USA)                                            | Golf              |
|      | Michael Jordan (USA)                                       | Basketball        |
|      | Bernhard Langer (Deutschland)                              | Golf              |
|      | Mario Lemieux (Kanada)                                     | Eishockey         |
| 2003 | Ronaldo (Brasilien)                                        | Fußball           |
|      | Franziska van Almsick (Deutschland)                        | Schwimmen         |
|      | Janica Kostelić (Kroatien)                                 | Ski Alpin         |
|      | Hermann Maier (Österreich)                                 | Ski Alpin         |
|      | Pete Sampras (USA)                                         | Tennis            |
| 2004 | Hermann Maier (Österreich)                                 | Ski Alpin         |
|      | Inge de Bruijn (Niederlande)                               | Schwimmen         |
|      | Fred Couples (USA)                                         | Golf              |
|      | Peter Forsberg (Schweden)                                  | Eishockey         |
|      | Martina Navratilova (USA)                                  | Tennis            |
|      | Alessandro Zanardi (Italien)                               | Automobilsport    |
| 2005 | Alessandro Zanardi (Italien)                               | Automobilsport    |
|      | John Daly (USA)                                            | Golf              |
|      | Englische Cricket-Nationalmannschaft (England)             | Cricket           |
|      | Tadahiro Nomura (Japan)                                    | Judo              |
|      | Paula Radcliffe (Großbritannien)                           | Leichtathletik    |
|      | Shane Warne (Australien)                                   | Cricket           |
| 2006 | Martina Hingis (Schweiz)                                   | Tennis            |
|      | Kajsa Bergqvist (Schweden)                                 | Leichtathletik    |
|      | Kim Clijsters (Belgien)                                    | Tennis            |
|      | Antoine Dénériaz (Frankreich)                              | Ski Alpin         |
|      | Jonah Lomu (Neuseeland)                                    | Rugby Union       |
|      | Colin Montgomerie (Großbritannien)                         | Golf              |
| 2007 | Serena Williams (USA)                                      | Tennis            |
|      | Drew Brees (USA)                                           | American Football |
|      | Ben Curtis (USA)                                           | Golf              |
|      | Roy Jones junior (USA)                                     | Boxen             |
|      | Miami Heat (USA)                                           | Basketball        |
|      | Zinédine Zidane (Frankreich)                               | Fußball           |
| 2008 | Paula Radcliffe (Großbritannien)                           | Leichtathletik    |
|      | Britische Rugby-League-Nationalmannschaft (Großbritannien) | Rugby League      |
|      | Christine Ohuruogu (Großbritannien)                        | Leichtathletik    |
|      | Jana Pittman-Rawlinson (Australien)                        | Leichtathletik    |
|      | Steve Stricker (USA)                                       | Golf              |
|      | Jonny Wilkinson (Großbritannien)                           | Rugby Union       |
| 2009 | Vitali Klitschko (Ukraine)                                 | Boxen             |
|      | Anna Meares (Australien)                                   | Radsport          |
|      | Greg Norman (Australien)                                   | Golf              |
|      | Matthias Steiner (Deutschland)                             | Gewichtheben      |
|      | Maarten van der Weijden (Niederlande)                      | Schwimmen         |
|      | Tiger Woods (USA)                                          | Golf              |
| 2010 | Kim Clijsters (Belgien)                                    | Tennis            |
|      | Lance Armstrong (USA)                                      | Radsport          |
|      | Jessica Ennis (Großbritannien)                             | Leichtathletik    |
|      | Brett Favre (USA)                                          | American Football |
|      | Blanka Vlašić (Kroatien)                                   | Leichtathletik    |
|      | Tom Watson (USA)                                           | Golf              |
| 2011 | Valentino Rossi (Italien)                                  | Motorsport        |
|      | Paula Creamer (USA)                                        | Golf              |
|      | Tyson Gay (USA)                                            | Leichtathletik    |
|      | Justine Henin (Belgien)                                    | Tennis            |
|      | Carolina Klüft (Schweden)                                  | Leichtathletik    |
|      | Merlene Ottey (Slowenien)                                  | Leichtathletik    |
| 2012 | Darren Clarke (Nordirland)                                 | Golf              |
|      | Éric Abidal (Frankreich)                                   | Fußball           |
|      | Crusaders (Neuseeland)                                     | Rugby Union       |
|      | Sergio García (Spanien)                                    | Golf              |
|      | Queensland Reds (Australien)                               | Rugby Union       |
|      | Liu Xiang (China)                                          | Leichtathletik    |
| 2013 | Félix Sanchéz (Dominikanische Republik)                    | Leichtathletik    |
|      | Deutschland-Achter (Deutschland)                           | Rudern            |
|      | Tirunesh Dibaba (Äthiopien)                                | Leichtathletik    |
|      | Ernie Els (Südafrika)                                      | Golf              |
|      | Europäische Ryder-Cup-Mannschaft                           | Golf              |
|      | Anna Meares (Australien)                                   | Radsport          |
| 2014 | Rafael Nadal (Spanien)                                     | Tennis            |
|      | Jelena Issinbajewa (Russland)                              | Leichtathletik    |
|      | Oracle Racing (USA)                                        | Segeln            |
|      | Tony Parker (Frankreich)                                   | Basketball        |
|      | Ronaldinho (Brasilien)                                     | Fußball           |
|      | Tiger Woods (USA)                                          | Golf              |
| 2015 | Schalk Burger (Südafrika)                                  | Rugby Union       |
|      | Francesco Acerbi (Italien)                                 | Fußball           |
|      | Diego Milito (Argentinien)                                 | Fußball           |
|      | Joanne Pavey (Großbritannien)                              | Leichtathletik    |
|      | Pierre Vaultier (Frankreich)                               | Snowboard         |
|      | Oliver Wilson (Großbritannien)                             | Golf              |
| 2016 | Dan Carter (Neuseeland)                                    | Rugby-Union       |
|      | Jessica Ennis-Hill (Großbritannien)                        | Leichtathletik    |
|      | Mick Fanning (Australien)                                  | Wellenreiten      |
|      | Michael Phelps (USA)                                       | Schwimmen         |
|      | David Rudisha (Kenia)                                      | Leichtathletik    |
|      | Lindsey Vonn (USA)                                         | Ski Alpin         |
| 2017 | Michael Phelps (USA)                                       | Schwimmen         |
|      | Ruth Beitia (Spanien)                                      | Leichtathletik    |
|      | Juan Martín del Potro (Argentinien)                        | Tennis            |
|      | Fabienne St. Louis (Mauritius)                             | Triathlon         |
|      | Nick Skelton (Großbritannien)                              | Springreiten      |
|      | Aksel Lund Svindal (Norwegen)                              | Ski Alpin         |
| 2018 | Roger Federer (Schweiz)                                    | Tennis            |
|      | Chapecoense (Brasilien)                                    | Fußball           |
|      | FC Barcelona (Spanien)                                     | Fußball           |
|      | Justin Gatlin (USA)                                        | Leichtathletik    |
|      | Sally Pearson (Australien)                                 | Leichtathletik    |
|      | Valentino Rossi (Italien)                                  | Motorsport        |
| 2019 | Tiger Woods (USA)                                          | Golf              |
|      | Yuzuru Hanyū (Japan)                                       | Eiskunstlauf      |
|      | Mark McMorris (Kanada)                                     | Snowboard         |
|      | Bibian Mentel (Niederlande)                                | Para-Snowboarding |
|      | Vinesh Phogat (Indien)                                     | Ringen            |
|      | Lindsey Vonn (USA)                                         | Ski Alpin         |
| 2020 | Sophia Flörsch (Deutschland)                               | Automobilsport    |
|      | Nathan Adrian (USA)                                        | Schwimmen         |
|      | FC Liverpool (England)                                     | Fußball           |
|      | Christian Lealiʻifano (Neuseeland)                         | Rugby-Union       |
|      | Kawhi Leonard (USA)                                        | Basketball        |
|      | Andy Murray (Großbritannien)                               | Tennis            |
| 2021 | Max Parrot (Kanada)                                        | Snowboard         |
|      | Daniel Bard (USA)                                          | Baseball          |
|      | Kento Momota (Japan)                                       | Badminton         |
|      | Alex Morgan (USA)                                          | Fußball           |
|      | Mikaela Shiffrin (USA)                                     | Ski Alpin         |
|      | Alex Smith (USA)                                           | American Football |
| 2022 | Sky Brown (Großbritannien)                                 | Skateboard        |
|      | Simone Biles (USA)                                         | Turnen            |
|      | Mark Cavendish (Großbritannien)                            | Radsport          |
|      | Tom Daley (Großbritannien)                                 | Wasserspringen    |
|      | Marc Márquez (Spanien)                                     | Motorradsport     |
|      | Annemiek van Vleuten (Niederlande)                         | Radsport          |
| 2023 | Christian Eriksen (Dänemark)                               | Fußball           |
|      | Francesco Bagnaia (Italien)                                | Motorradsport     |
|      | Jakob Ingebrigtsen (Norwegen)                              | Leichtathletik    |
|      | Klay Thompson (USA)                                        | Basketball        |
|      | Annemiek van Vleuten (Niederlande)                         | Radsport          |
|      | Tiger Woods (USA)                                          | Golf              |
| 2024 | Simone Biles (USA)                                         | Turnen            |
|      | Sébastien Haller (Elfenbeinküste)                          | Fußball           |
|      | Katarina Johnson-Thompson (Großbritannien)                 | Leichtathletik    |
|      | Siya Kolisi (Südafrika)                                    | Rugby Union       |
|      | Jamal Murray (Kanada)                                      | Basketball        |
|      | Markéta Vondroušová (Tschechien)                           | Tennis            |
| 2025 | Rebeca Andrade (Brasilien)                                 | Turnen            |
|      | Caeleb Dressel (USA)                                       | Schwimmen         |
|      | Lara Gut-Behrami (Schweiz)                                 | Ski Alpin         |
|      | Marc Márquez (Spanien)                                     | Motorradsport     |
|      | Rishabh Pant (Indien)                                      | Cricket           |
|      | Ariarne Titmus (Australien)                                | Schwimmen         |